# D&RGW 65100–65199
Die gedeckten Güterwagen (englisch: Boxcar) der Serie 65100–65199 wurden 1939 von der Pressed Steel Car Company für die Denver and Rio Grande Western Railroad (D&RGW) in den USA gebaut.

## Geschichte
Diese 100 Drehgestellwagen in Ganzstahlausführung wurden von der D&RGW speziell für den Transport von Personenkraftwagen angeschafft und hatten daher seitliche Doppelschiebetüren, die eine insgesamt 4597 mm breite Öffnung erlaubten. Daneben wurden sie aber auch zum Transport von Getreide und anderen Gütern  eingesetzt.

### Umbau
Alle Exemplare wurden zwischen 1954 und 1963 umgebaut und neu nummeriert. Ein Teil der Wagen bekam dabei einfache Schiebetüren mit einer Breite von 2438 mm. Die neuen Nummern waren 60200–60209 und 60250–60330. Die Wagen hatten die für Güterwagen der D&RGW übliche braune Lackierung und eine weiße Beschriftung. Anfangs trugen alle Wagen die Aufschrift „Automobile-Box“, nach dem Umbau bekamen nur die mit den Doppelschiebetüren die Bezeichnung „Automobile“. 
| Neue Nummern | Umbauzeitraum | Türen          |
| ------------ | ------------- | -------------- |
| 60200–60209  | 1954          | Einfache Türen |
| 60250–60295  | 1958          | Doppeltüren    |
| 60296–60301  | 1960          | Doppeltüren    |
| 60302–60324  | 1960–1961     | Doppeltüren    |
| 60325–60327  | 1962–1963     | Doppeltüren    |
| 60328–60330  | 1962–1963     | Einfache Türen |

1969 waren noch 83 Wagen im Dienst, 1971 noch 41.

## Anmerkung
Neben dieser kleinen Serie mit 100 Stück, bestellte die D&RGW zwischen 1939 und 1946 bei Pressed Steel weitere 2400 gedeckte Wagen mit einfachen Türen und 2000 offene Güterwagen.

## Modelle
Der kanadische Modellbahnhersteller Yarmouth Model Works bietet Bausätze dieser Wagen für Nenngröße H0 an.